# Николо Донато
Николо Донато (на италиански: Nicolò Donato, на венецианското наречие Nicolò Donà) е 93–ти венециански дож от април до май 1618 г.

## Биография
Николо Донато произхожда от патрицианския род Дона и е син на Джовани Дона и Изабета Морозини. Той учи в университета на Падуа по всяка вероятност право, но после се посвещава на търговията. Остава неженен и оставя богатството си на своя брат Франческо. Смята се, че е бил изключително стиснат и това дава неблагоприятно отражение на политическата му кариера, тъй като по онова време се налага да се харчат големи суми, за да се получат важни постове. Именно поради тази причина той не достига до наистина високи длъжности във венецианската администрация.
На 4 април 1618 г. той все пак е избран за дож на 79–годишна възраст като вероятно заплаща за тази цел значителни суми на представителите на Големия съвет. Управлението му обаче трае само 35 дни. На 9 май 1618 г. той умира като се твърди, че причината за смъртта му е шокът от загубата на голям подкуп, който племенникът му Пиетро дал, за да получи някакъв пост, но въпреки това не получил обещаната длъжност. Смята се, че това е интерпретирано от дожа като лична обида и той заболява. Не е съвсем сигурно дали наистина това е причината за смъртта му, но така или иначе той умира само три дни след този случай.